# Telemea

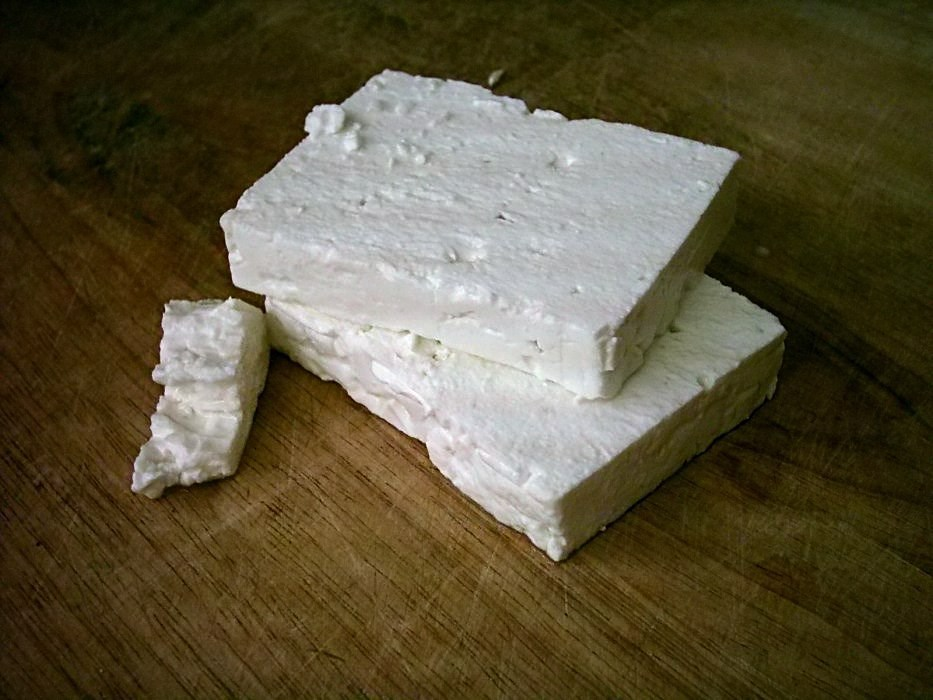
Brânză telemea

Telemeaua este un fel de brânză românească, făcută din lapte de vacă, de bivoliță, de oaie sau de capră și, extrem de rar și doar artizanal, din lapte de iapă, scroafă sau măgăriță. Se poate asemăna cu brânza feta grecească. De obicei este sărată, iar conținutul tipic de grăsime este de până la 55% (bivoliță), iar de apă de 40-50%. Brânza parcurge o perioadă de maturare în saramură, în care se poate păstra mai multe luni.

## Economie

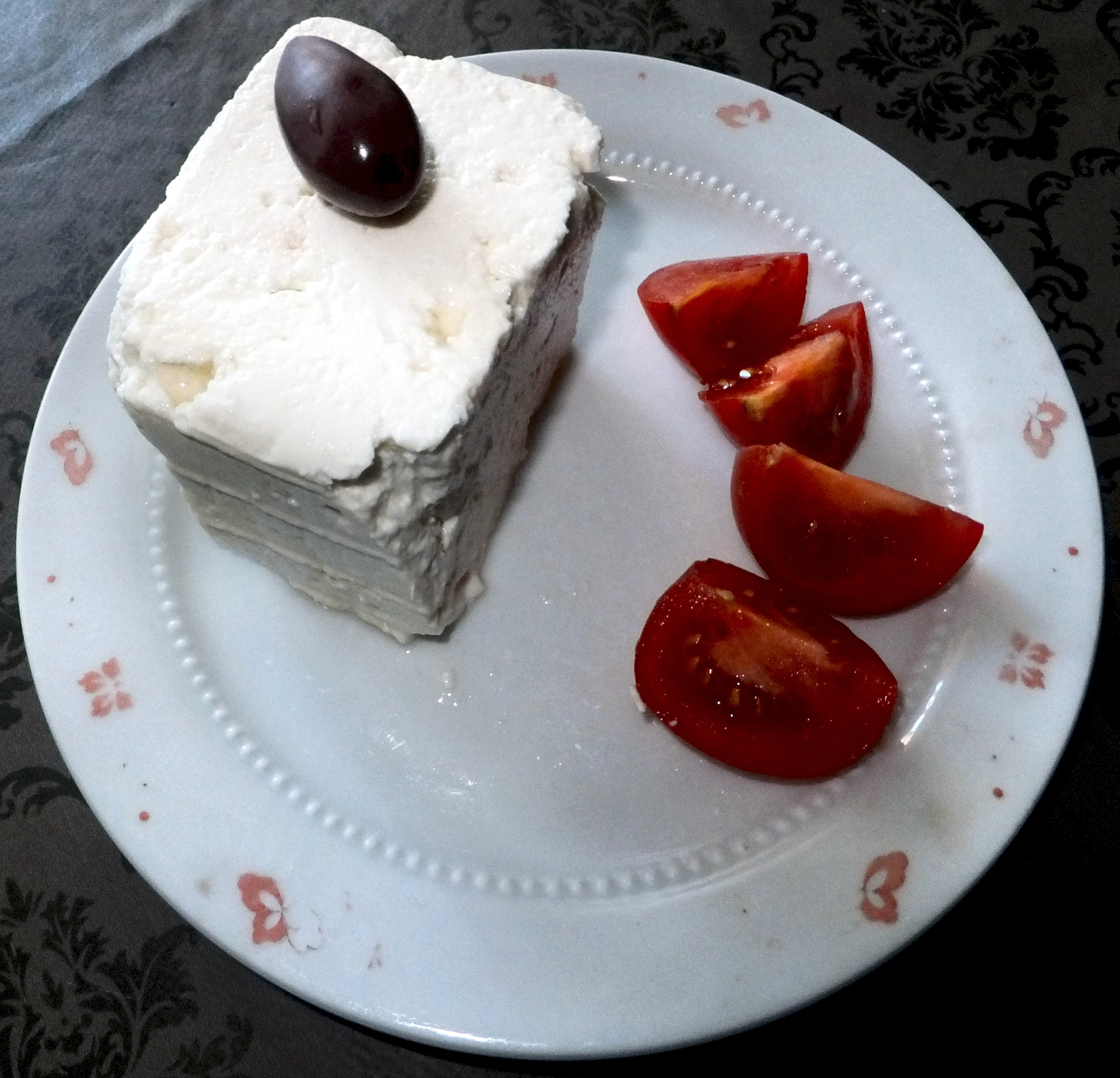
Telemea de oaie

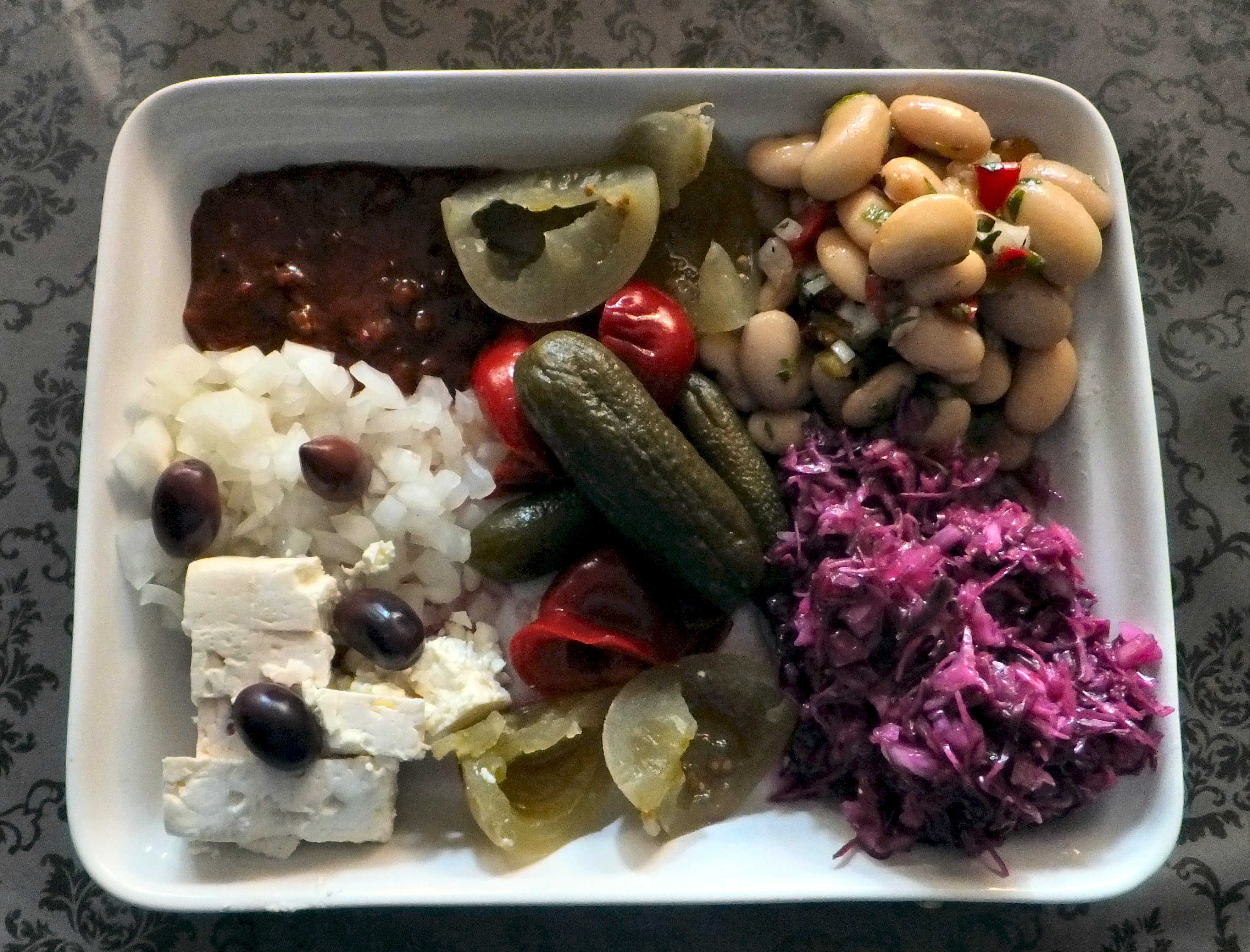
Garnitură pentru frigărui cu telemea

Din 2005, telemeaua este un produs protejat de origine română. Următoarele tipuri de brânză au fost recunoscute oficial:

- Telemea de Argeș
- Telemea de Brașov
- Telemea de Carei
- Telemea de Harghita
- Telemea de Huedin
- Telemea de Ibănești
- Telemea de Oaș
- Telemea de Sibiu
- Telemea de Vâlcea

Brânza care este comercializată în Uniunea Europeană sub denumirea de Feta se produce începând din 2007, după o hotărâre a Comisiei Europene, numai din lapte de oi.
În 15.03.2016 - Telemeaua de Ibănești a obținut oficial recunoașterea ca produs tradițional românesc, în Uniunea Europeană, prin Denumire de Origine Protejată (DOP), a informat, marți, Ministerul Agriculturii (Comisia Europeană).